# アルトロース
アルトロース（英語: altrose, Alt）は、アルドヘキソースの1つ。マンノースの 3 位のエピマーである。D-アルトロースは非天然の単糖である。しかし、L-アルトロースはButyrivibrio fibrisolvensの菌株から単離されている。
水に溶け、メタノールにはほとんど溶けない。水溶液中では異性化を起こし、環状構造との混合物となる（変旋光）。平衡状態に達したときに最も存在比が高いのは β-ピラノース体である。

アルトロースのフィッシャー投影式
アルトロースの様々なハース投影式